# Naina
Naina és una pel·lícula índia dirigida per Shripal Morakhia estrenada l'any 2005, protagonitzada per Urmila Matondkar, Anuj Sawhney i Malavikka. La música és composta per Salim-Sulaiman. En la seva estrena el film suscita controvèrsia perquè tracta del donatiu de còrnia, un tema polèmic a l'Índia. Ha estat doblada al català.

## Argument
L'any 1986 una noia que es diu Naina (Urmila Matondkar) perd la vista i els seus pares després d'un accident de cotxe. Alguns anys més tard Naina rep un trasplantament de còrnia que li permet recobrar la vista. Tanmateix, comença a queixar-se de visions

## Repartiment
- Urmila Matondkar: Naina Shah
- Anuj Sawhney: Dr. Samir Patel
- Malavikka: Shweta Konnur
- Amardeep Jha: Somabai
- Kamini Khanna: M. Shah
- Sulabha Arya: Parvati Amma
- Morne Botes: víctima del foc
- Dinesh Lamba Rathore
- Rahul Nath: el fantasma
- Anthony Rosato: l'oficial de policia[4]